# Floor-Renée Masselink
Floor-Renée Masselink (Almelo, 10 december 1974 – 25 maart 2025) was een Nederlands actrice.

## Biografie
Masselink werd vooral bekend met haar rol van Maria Olde Weernink-Scholteboer in de Twentse regiosoap Van Jonge Leu en Oale Groond, die zij tussen 2005 en 2009 vertolkte. Zij was een van de weinige acteurs in de serie die de toneelschool had gevolgd, in haar geval die van Kampen.
Ze kreeg op 20-jarige leeftijd de diagnose multiple sclerose en zat de laatste tien jaar van haar leven in een rolstoel. Ze overleed op 50-jarige leeftijd aan de gevolgen van baarmoederhalskanker.

## Werk
- 2005–2009: Van Jonge Leu en Oale Groond – Maria Olde Weernink.
- 2021 Muskee - So many roads (muziekproductie) – moeder van Muskee.
- 2023 Cast (met Plien van Bennekom) – Tanja

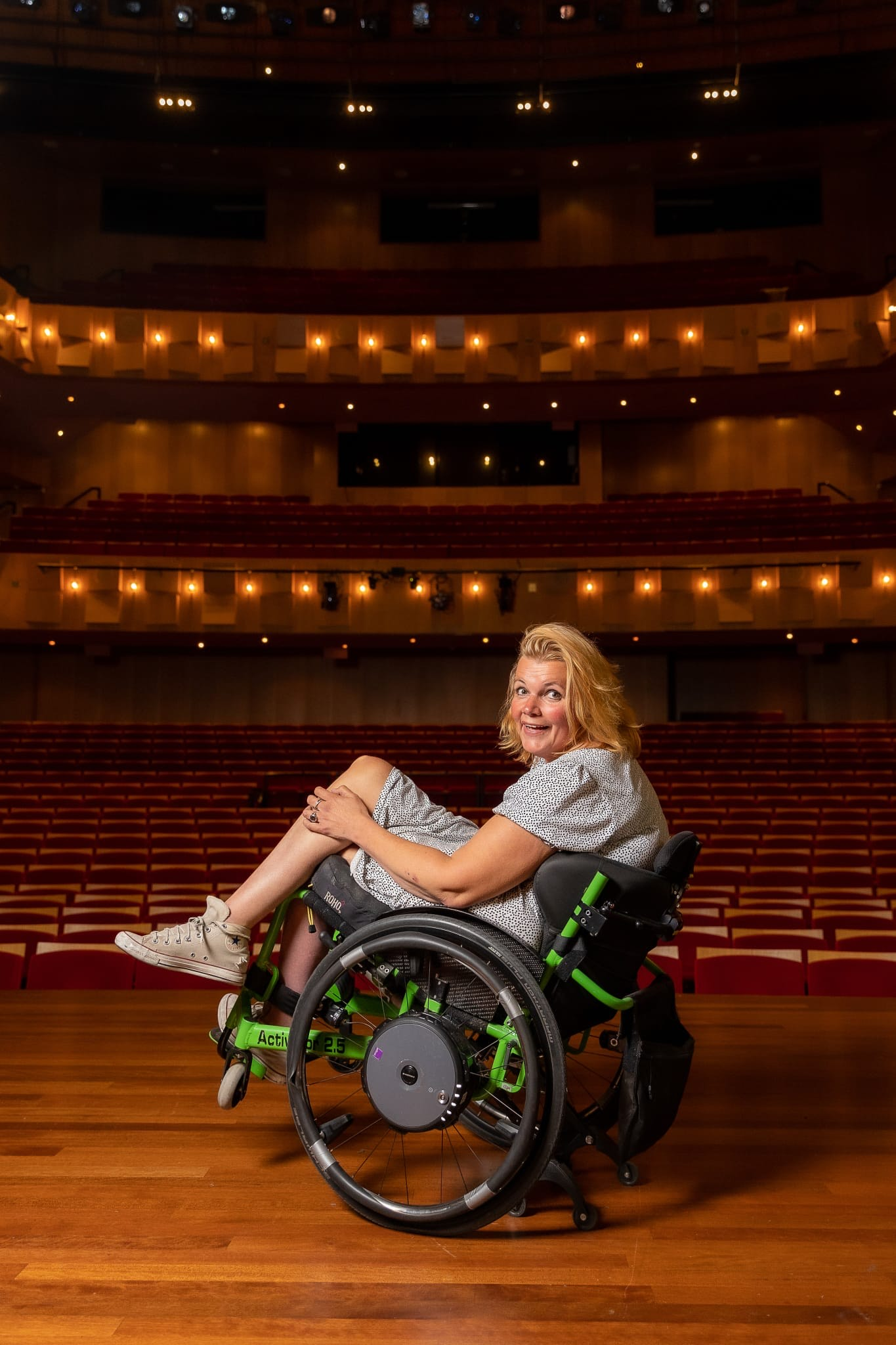
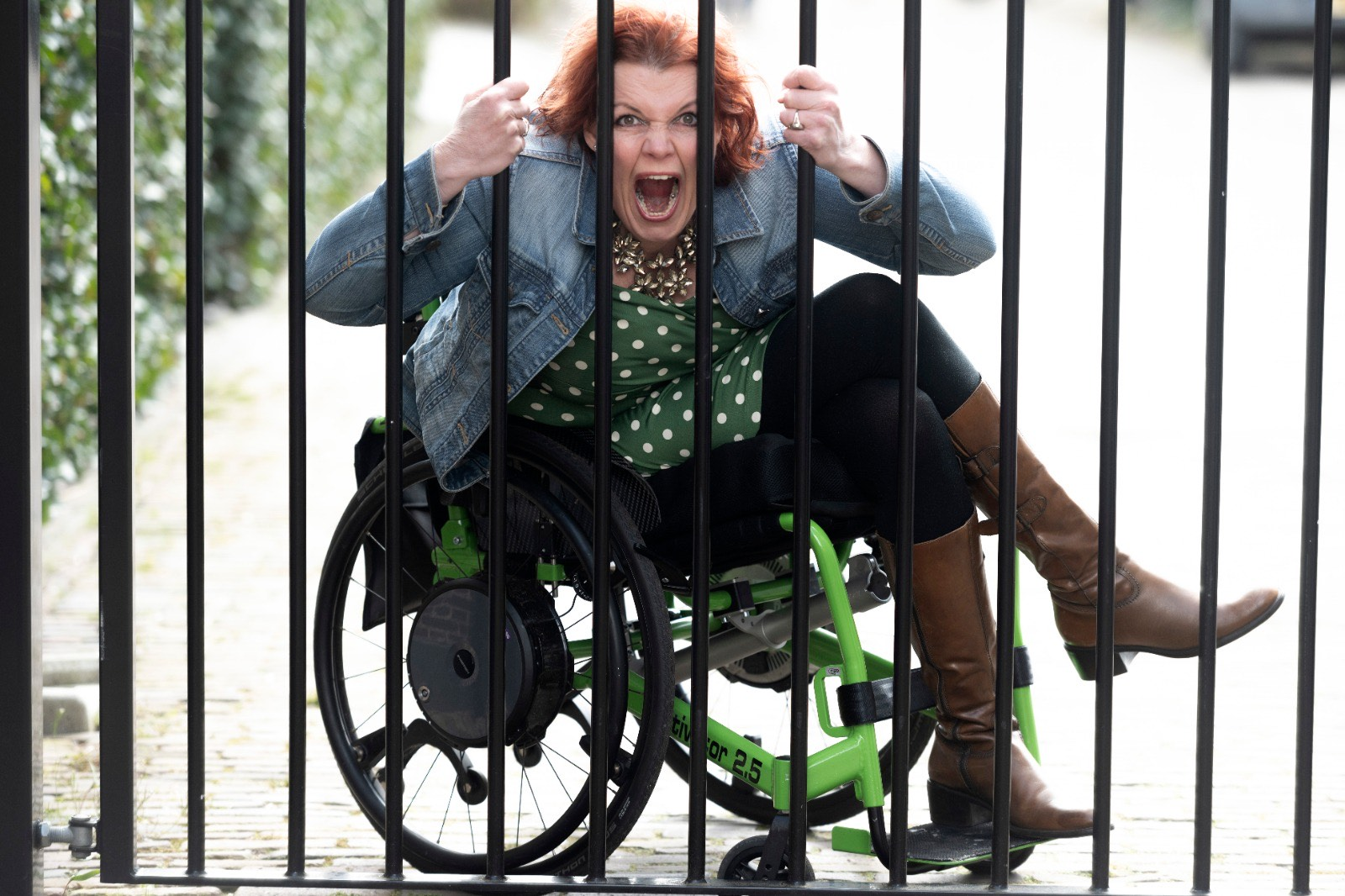